# Jacques Fasel
Jacques Fasel (* 1952) ist ein Schweizer Anarchist, der durch seine kriminellen Aktivitäten und Gefängnisausbrüche bekannt wurde. Bekanntheit erlangte insbesondere seine «Faselbande», die 1978 und 1979 in der französischen Schweiz aktiv war. Sie bestand im Wesentlichen aus ihm, dem Anarchisten Daniel Bloch und wechselnden Personen aus dem kriminellen Milieu. Fasel und Bloch spendeten den Grossteil ihrer Beute an soziale Projekte.

## Leben

### Erste Vergehen
Jacques Fasel ist ausgebildeter Koch. Nachdem er drei Einberufungsbefehle zum Militärdienst ignoriert hatte, wurde er 1977 zu achtzehn Monaten Freiheitsstrafe wegen Fahnenflucht verurteilt. In der Schweiz gab es damals keinen zivilen Ersatzdienst. In der Strafvollzugsanstalt Bellechasse lernte er Daniel Bloch kennen, der auch wegen Fahnenflucht einsass, und eine weitere Person, die wegen eines versuchten Überfalls verurteilt war.
Die drei künftigen Komplizen betrachteten sich als Justizopfer, die das repressive Schweizer Justizsystem ablehnen. Nach Ende ihrer Haftzeit nahmen sie Kontakt mit Gesinnungsgenossen auf, die bereits mehrere Einbrüche verübt hatten, und schlossen sich zur Gruppe zusammen.

### «Faselbande»
Am 2. Oktober 1978 begingen sie ihren ersten Überfall. Sie griffen einen Geldtransport an, der für ein Einkaufszentrum in Villars-sur-Glâne bestimmt war. Einer der Wächter wurde dabei getötet. Die Beute betrug 1104 Schweizer Franken. Die Täter konnten ohne grössere Schwierigkeiten entkommen.
Am 6. Oktober 1978 überfielen sie das Postamt von La Coudre. Dieses Mal betrug die Beute 56'000 Franken.
Am 27. November 1978 griffen Fasel und seine Komplizen einen Postzug an, der die Post ins Val-de-Travers brachte. An Bord des Zuges zogen sie in der Nähe eines Tunnels die Notbremse, während ein weiterer Komplize mit einem Auto im nahen Wald wartete. Sie setzten die beiden Postbeamten fest, fanden aber kein Geld. Sie flüchteten mit Uhren und Schmuck, die sie aus den Postsäcken genommen hatten.
Am nächsten Tag überfielen sie ein Postamt in Hauterive, wo sie 100'000 Franken erbeuteten.
Ein Jahr später raubten sie die Zweigstelle der Staatsbank Fribourg in Belfaux aus. Sie erbeuteten über 300'000 Franken.
Am Weihnachtsabend 1979 raubten sie die Hauptpost von Neuchâtel aus. Da das Gebäude neben dem Hafen steht, beschlossen sie, mit einem Boot hineinzugelangen. Sie überwältigten die anwesenden Angestellten und nahmen 700'000 Franken an sich. Die Flucht ging mit dem Boot bis Hauterive, von wo aus sie mit dem Auto verschwanden.

### «Ausbrecherkönig»
Am 23. November 1978 wurde Fasel verhaftet. Im Mai 1979 klagte er vor dem Bundesgericht gegen eine Verwaltungsmassnahme, die ihm den Kontakt mit seinem Rechtsanwalt verwehrte. Der Kanton Fribourg wurde zu einer Entschädigungszahlung von 800 Franken an Fasel verurteilt. Am 15. Juni 1979 flüchtete er aus dem Gefängnis von Tavel.
Im Dezember 1979 wurde er in Genf erneut verhaftet. Am 26. Juli 1981 entkam er ein zweites Mal, diesmal aus der Haftanstalt von Bochuz, zusammen mit fünf weiteren Gefangenen. So musste er nicht am Prozess teilnehmen, bei dem er 1981 in Abwesenheit zu 20 Jahren Strafhaft verurteilt wurde.
Am 6. März 1982 wurde er in Paris nach einer Schiesserei mit der Polizei verhaftet, bei der er dreifach getroffen wurde. Im Herbst 1982 wurde er an die Schweiz ausgeliefert. Der Prozess gegen Fasel und seine beiden wichtigsten Komplizen fand 1985 statt. Während Daniel Bloch zu zehn Jahren und der Dritte zu zwölfeinhalb Jahren verurteilt wurden, wurden über Fasel 14 Jahre Freiheitsstrafe verhängt. 1986 annullierte das Gericht von Fribourg das Urteil gegen ihn. Eine neuerliche Verhandlung mündete in zwölf Jahre Haft.
1987 veröffentlichte Fasel aus dem Gefängnis das Buch Droit de révolte («Recht auf Revolte»).
Im März 1988 entkam er aus dem Gefängnis von Witzwil im Kanton Bern. Am 28. September 1988 wurde er in Frankreich, nahe Balaruc-Le-Vieux in der Nähe von Montpellier, wieder festgenommen und dann im Mai 1989 ausgeliefert, nachdem er in Frankreich wegen des Gebrauchs falscher Papiere verurteilt worden war. Sein Asylgesuch in Frankreich wurde abgelehnt.

### Legende
Der Journalist und Historiker Jean Steinauer hat Fasel den Spitznamen Robin des Bolzes zugedacht, obwohl Fasel überhaupt nicht aus der Gegend des Basse-Ville de Fribourg (les «Bolzes») stammt. Trotzdem blieb ihm das Image eines «Robin Hood», der den Reichen nimmt, um den Armen zu geben. Fasel selbst hob immer seine Motive sozialer Gerechtigkeit hervor, was ihm in breiten Teilen der Bevölkerung erhebliche Sympathien einbrachte.

### Nach seiner Freilassung
Fasel wurde am 30. August 1991 auf Bewährung entlassen. Er arbeitete erst als Dachdecker, dann als Koch in einem selbstverwalteten anarchistischen Zentrum in Saint-Imier, das 1985 gegründet worden war.
Im Oktober 1995 kam er auf Betreiben eines Genfer Richters erneut in Untersuchungshaft, unter dem Vorwurf eines Scheckbetrugs zum Nachteil der PTT (Schweizer Post). Im Februar 1996 fand vor dem Gefängnis, in dem er einsass, eine Demonstration für seine Freilassung statt.
Er arbeitete auch als Wirt in einer kleinen Herberge nördlich von Doubs, die nur zu Fuss erreichbar ist. 2001 gründete er eine Cooperative, die es ihm ermöglichte, diese Herberge zu erwerben. 2012 überliess er sie dieser Cooperative. Bis 2016 verbrachte er vier Jahre auf Alpen, wo er den Bergbauern im Fribourger Raum behilflich war. Er schreibt auch Artikel für kleine anarchistische Zeitschriften.